# گلنیس اوکانر
گلنیس اوکانر (به انگلیسی: Glynnis O'Connor) (زاده ۱۹ نوامبر ۱۹۵۶) بازیگر آمریکایی است.
از فیلم‌های معروف او می‌توان به بازی در فیلم پسری در حباب پلاستیکی، جانی خطرناک و بهترین دوست جدید اشاره کرد.